# Jim Morris
James "Jimmy" Samuel Morris (nascido em 19 de Janeiro de 1964, em Brownwood, Texas) foi jogador de beisebol profissional da Major League Baseball.
De acordo com sua biografia, Jimmy começou a jogar beisebol com 3 anos. Seu pai era militar, por isso sua família constantemente trocava de cidade, até que se estabeleceram no estado americano do Texas. Na escola em que estudava na época não havia time de beisebol, o que dificultou seus sonhos de se tornar um jogador profissional, mas ele não desistiu.
Na década de 1980, Morris foi selecionado na liga amadora de Beisebol e passou por times como o New York Yankees, Milwaukee e Chicago White Sox. Contudo, seu início de carreira foi abreviado pelas inúmeras contusões. Assim, e ele se retirou da liga profissional se tornando professor de Ciências e treinador do time de beisebol na Reagan County High School em Big Lake, Texas. Se casou com Lorri e teve com ela 3 filhos.
Na década de 1990, enquanto treinava o time de beisebol da escola, Morris prometeu aos seus jogadores que tentaria jogar como profissional na liga principal de beisebol americana se eles ganhassem o campeonato distrital. Foi o que aconteceu.
Morris realizou testes no Tampa Bay Devil Rays lançando bolas a 156 km/h, registrada pelos radares dos avaliadores. Com isso, ele foi selecionado para o time e, mais tarde se transferiu para o Texas Rangers, fazendo sua estreia na liga principal com 35 anos de idade. Atuou por duas temporadas na liga, encerrando sua carreira em 9 de maio de 2000 no Yankee Stadium.
Morris escreveu sua autobiografia, The Oldest Rookie, e hoje em dia ele promove palestras motivacionais.
A Walt Disney produziu um filme inspirado na sua história, com o título em inglês The Rookie, em 2002, com Dennis Quaid no papel de Morris.